# Hélène Ricardo
Pour les articles homonymes, voir Ricardo.
Hélène Ricardo est une nageuse française née le 23 mai 1974 à Castelsarrasin.
Elle est membre de l'équipe de France aux Jeux olympiques d'été de 1996.
Elle a été championne de France de natation sur 100 mètres dos à deux reprises (été 1995 et hiver 1996), sur 200 mètres dos à cinq reprises (été 1994, hiver et été 1995, hiver et été 1996). Elle est aussi championne de France en relais 4x100 mètres nage libre aux Championnats de France de natation 2000.
Pendant sa carrière, elle a évolué en club aux Dauphins du TOEC.